# アンドニ・ゴイコエチェア・オラスコアガ
アンドニ・ゴイコエチェア・オラスコアガ（Andoni Goikoetxea Olaskoaga、1956年5月23日-）は、スペインの元サッカー選手。現役時代のポジションはDF。

## 経歴
アスレティック・ビルバオのリザーブチームであるビルバオ・アスレティックで育ち、1975年にトップチームでデビュー。1982-83シーズンのスペインリーグを制覇し、翌年にはリーグ連覇に加えてコパ・デル・レイ、スーペルコパ・デ・エスパーニャとクラブ史上初の3冠達成に貢献した。「必要ならばマラドーナの足をへし折ってでも止める」と宣言し、その言葉を実践したことで知られる。1987年にアトレティコ・マドリードへ移籍し、1990年に引退。その後、指導者としてスペイン国内の多くのクラブを率いた。2013年から2014年までは赤道ギニア代表の監督を務めた。
スペイン代表では39試合出場し、1986 FIFAワールドカップにも招集された。

## 個人成績

### 代表
試合数
- 国際Aマッチ 39試合 4得点（1983年 - 1988年）

| スペイン代表 | 国際Aマッチ | 国際Aマッチ |
| 年           | 出場        | 得点        |
| ------------ | ----------- | ----------- |
| 1983         | 6           | 0           |
| 1984         | 11          | 2           |
| 1985         | 9           | 0           |
| 1986         | 9           | 2           |
| 1987         | 3           | 0           |
| 1988         | 1           | 0           |
| 通算         | 39          | 4           |

得点
| # | 開催日         | 開催地                                       | 対戦国         | スコア | 結果 | 大会                          |
| - | -------------- | -------------------------------------------- | -------------- | ------ | ---- | ----------------------------- |
| 1 | 1984年5月26日  | ジュネーヴ、スタッド・デ・シャルミー         | スイス         | 0-4    | 0-4  | 親善試合                      |
| 2 | 1984年11月14日 | グラスゴー、ハムデン・パーク                 | スコットランド | 2-1    | 3-1  | 1986 FIFAワールドカップ・予選 |
| 3 | 1986年6月11日  | ケレタロ、エスタディオ・コレヒドラ           | デンマーク     | 3-1    | 5-1  | 1986 FIFAワールドカップ       |
| 4 | 1986年10月15日 | ハノーファー、ニーダーザクセンシュタディオン | 西ドイツ       | 2-2    | 2-2  | 親善試合                      |

## タイトル

### クラブ
アスレティック・ビルバオ
- プリメーラ・ディビシオン : 2回 (1982-83, 1983-84)
- コパ・デル・レイ : 1回 (1983-84)
- スーペルコパ・デ・エスパーニャ : 1回 (1984)